# Скандал
Сканда́л (грец. σκάνδαλον — пастка, спокуса) — інцидент, який отримав широке публічне розголошення, пов'язаний із заявами про правопорушення, ганебні чи аморальні вчинки.

## Тлумачення
Скандал може бути заснований як на фактах, так і на помилкових твердженнях.
У побуті скандалом зазвичай називається бурхлива суперечка, бешкет, лайка. Побутовий скандал за наявності каталізатора може перерости в бійку.
Скандал може мати ознаки соціальної публічності, особливо при широкому висвітленні у засобах масової інформації.